# Desa Bungur (administrativ by i Indonesien, lat -7,13, long 112,04)
Desa Bungur är en administrativ by i Indonesien.   Den ligger i provinsen Jawa Timur, i den västra delen av landet, 600 km öster om huvudstaden Jakarta.